# Runaway Boys
"Runaway Boys" is een nummer van de Amerikaanse band Stray Cats. Het nummer verscheen op hun debuutalbum Stray Cats uit 1981. Op 21 november 1980 werd het uitgebracht als de debuutsingle van de groep. 

## Achtergrond
"Runaway Boys" is geschreven door groepsleden Brian Setzer en Slim Jim Phantom (onder zijn echte naam Jimmy McDonnell) en geproduceerd door Dave Edmunds. Setzer was verantwoordelijk voor de muziek, terwijl Slim Jim Phantom hielp met de tekst. Volgens Setzer is het het eerste nummer dat hij ooit schreef. De tekst gaat over een typisch tienerleven en de rebelsheid die hierbij hoort.
"Runaway Boys" betekende de doorbraak van Stray Cats in Europa. In hun thuisland, de Verenigde Staten, werd de single niet uitgebracht; hier verscheen het nummer pas in 1982 voor het eerst op hun Amerikaanse debuutalbum Built for Speed. De single bereikte de negende plaats in de UK Singles Chart en werd een nummer 1-hit in Finland. In Nederland bereikte het de derde plaats in de Top 40 en de vierde plaats in de Nationale Hitparade, terwijl in Vlaanderen de derde plaats in een voorloper van de Ultratop 50 werd gehaald.

## Hitnoteringen

### Nederlandse Top 40
| Hitnotering: 13-12-1980 t/m 21-02-1981 | Hitnotering: 13-12-1980 t/m 21-02-1981 | Hitnotering: 13-12-1980 t/m 21-02-1981 | Hitnotering: 13-12-1980 t/m 21-02-1981 | Hitnotering: 13-12-1980 t/m 21-02-1981 | Hitnotering: 13-12-1980 t/m 21-02-1981 | Hitnotering: 13-12-1980 t/m 21-02-1981 | Hitnotering: 13-12-1980 t/m 21-02-1981 | Hitnotering: 13-12-1980 t/m 21-02-1981 | Hitnotering: 13-12-1980 t/m 21-02-1981 | Hitnotering: 13-12-1980 t/m 21-02-1981 | Hitnotering: 13-12-1980 t/m 21-02-1981 |
| Week                                   | 1                                      | 2                                      | 3                                      | 4                                      | 5                                      | 6                                      | 7                                      | 8                                      | 9                                      | 10                                     |                                        |
| -------------------------------------- | -------------------------------------- | -------------------------------------- | -------------------------------------- | -------------------------------------- | -------------------------------------- | -------------------------------------- | -------------------------------------- | -------------------------------------- | -------------------------------------- | -------------------------------------- | -------------------------------------- |
| Nummer                                 | 30                                     | 17                                     | 7                                      | 5                                      | 4                                      | 3                                      | 3                                      | 6                                      | 13                                     | 23                                     | uit                                    |

### Nationale Hitparade
| Hitnotering: 20-12-1980 t/m 28-02-1981 | Hitnotering: 20-12-1980 t/m 28-02-1981 | Hitnotering: 20-12-1980 t/m 28-02-1981 | Hitnotering: 20-12-1980 t/m 28-02-1981 | Hitnotering: 20-12-1980 t/m 28-02-1981 | Hitnotering: 20-12-1980 t/m 28-02-1981 | Hitnotering: 20-12-1980 t/m 28-02-1981 | Hitnotering: 20-12-1980 t/m 28-02-1981 | Hitnotering: 20-12-1980 t/m 28-02-1981 | Hitnotering: 20-12-1980 t/m 28-02-1981 | Hitnotering: 20-12-1980 t/m 28-02-1981 | Hitnotering: 20-12-1980 t/m 28-02-1981 |
| Week                                   | 1                                      | 2                                      | 3                                      | 4                                      | 5                                      | 6                                      | 7                                      | 8                                      | 9                                      | 10                                     |                                        |
| -------------------------------------- | -------------------------------------- | -------------------------------------- | -------------------------------------- | -------------------------------------- | -------------------------------------- | -------------------------------------- | -------------------------------------- | -------------------------------------- | -------------------------------------- | -------------------------------------- | -------------------------------------- |
| Nummer                                 | 21                                     | 12                                     | 6                                      | 5                                      | 4                                      | 16                                     | 11                                     | 17                                     | 35                                     | 37                                     | uit                                    |

### NPO Radio 2 Top 2000
| Nummer met noteringen in de NPO Radio 2 Top 2000 | '99  | '00  | '01  | '02 | '03  | '04  | '05  | '06-'08 | '09  | '10  |
| ------------------------------------------------ | ---- | ---- | ---- | --- | ---- | ---- | ---- | ------- | ---- | ---- |
| Runaway Boys                                     | 1417 | 1629 | 1717 | -   | 1130 | 1670 | 1620 | -       | 1957 | 1875 |

1. ↑  Een '-' betekent dat het nummer niet was genoteerd en een vetgedrukt getal geeft de hoogste notering aan.
2. ↑  Deze tabel is bijgewerkt tot en met de laatste editie (2024).